# Saint-Claude
Saint-Claude /sɛ̃ˈklod/ è un comune francese di 11 837 abitanti, sottoprefettura del dipartimento del Giura, nella regione della Borgogna-Franca Contea. È situata nel massiccio del Giura, all'interno dei confini della regione storica della Franca Contea. 

## Geografia
Saint-Claude sorge nel cuore del massiccio del Giura, alla confluenza dei fiumi Bienne e Tacon. La cittadina è situata a 60 km a sud-est di Ginevra, a 57 km a nord-ovest di Lons-le-Saunier e a 30 km a sud-ovest di Oyonnax.

## Storia
La cittadina il cui antico nome era Condat, che significa confluente, si è sviluppata inizialmente intorno all'abbazia fondata da san Romano e dal fratello san Lupicino. Dopo si chiamò Saint-Oyand-de-Joux, dal nome dell'abate sant'Oyand o sant' Eugendus che estese il raggio d'influenza del monastero a partire dalla fine del V secolo.
Luogo di pellegrinaggio, doveva la sua fama alla scoperta (secondo una tradizione secolare) del corpo di San Claudio di Besançon, ritrovato incorrotto nel 1160, dopo 600 anni dalla sua morte.
Durante la Rivoluzione francese, quando i nomi dei santi erano esecrati, gli fu cambiato il nome in Condat-Montagne, nome ideato partendo dall'antico nome di Condat, al quale fu aggiunto Montagne, dal doppio senso fra la posizione geografica e la Montagna, corrente rivoluzionaria.
Nel Cinquecento fu Abate Commendatario Pietro della Balma, poi vescovo di Ginevra e cardinale, che arricchì l'abbazia (ora cattedrale di St-Pierre) con uno splendido polittico di scuola fiorentina (inizi del XVI secolo).

## Monumenti e luoghi d'interesse
- Cattedrale di Saint-Claude, classificata monumento storico nel 1842.
- Palazzo abbaziale

## Società

### Evoluzione demografica
Abitanti censiti

## Cultura

### Istruzione

#### Musei
- Museo della Pipa e del Diamante di San Claudio
- Museo dell'Abbazia

## Infrastrutture e trasporti
La cittadina è servita da una propria stazione ferroviaria posta lungo la linea Andelot-en-Montagne - La Cluse.

## Amministrazione

### Gemellaggi
- Rottenburg am Neckar